# 844 (numero)
Ottocentoquarantaquattro (844) è il numero naturale dopo l'843 e prima dell'845.

## Proprietà matematiche
- È un numero pari.
- È un numero composto con 6 divisori: 1, 2, 4, 211, 422, 844. Poiché la somma dei suoi divisori (escluso il numero stesso) è 640 < 844, è un numero difettivo.
- È un numero nontotiente (per cui la equazione φ(x) = n non ha soluzione).
- È un numero odioso.
- È un numero palindromo e un numero a cifra ripetuta nel sistema posizionale a base 14 (444).
- È parte delle terne pitagoriche  (633, 844, 1055), (844, 44517, 44525), (844, 89040, 89044), (844, 178083, 178085).

## Astronomia
- 844 Leontina è un asteroide della fascia principale del sistema solare.

## Astronautica
- Cosmos 844 è un satellite artificiale russo.

## Altri ambiti
- La Union Pacific 844 è una locomotiva a vapore di proprietà della Union Pacific Railroad.
- La strada europea E844 è una strada di classe B il cui percorso si trova completamente in territorio italiano. Collega Spezzano Albanese con Sibari dove si innesta sulla strada europea E90.